# Let's Have A Party
Let's Have A Party je debutové studiové album americké rock and rollové hudební skupiny The Rivieras, vydané v roce 1964.

## Seznam skladeb
1. California Sun
2. Danny Boy
3. Twist & Shout
4. Little Donna
5. Church Key
6. Killer Joe
7. Lets Have A Party
8. Rockin' Robin
9. H.B. Goose Step
10. Keep A Knockin'
11. Oh, Boy
12. When The Saints

## Sestava
- Marty "Bo" Fortson: zpěv, rytmická kytara
- Joe Pennell: sólová kytara
- Otto Nuss: varhany, piáno
- Doug Gean: baskytara
- Paul Denner: bicí